# District de Tenom
Le district de Tenom (malais : Daerah Tenom) est un district administratif de l'État malaisien de Sabah, qui fait partie de la Division de l'Intérieur. La capitale du district est dans la ville de Tenom.

### Liens connexes
- Districts de Malaisie